# Robin Hood – Cesta ke slávě
Robin Hood – Cesta ke slávě je česká soutěžní reality show z roku 2010. Pořad moderovali Petr Vondráček a Martina Kociánová a v porotě zasedli skladatelka Gabriela Osvaldová, textař Ondřej Soukup, režisér a choreograf Ján Ďurovčík a producent Michal Kocourek. Pořad taktéž ukazuje zákulisí vzniku muzikálu .
Výherci soutěže se stali Jan Kříž a Martina Bártová, kteří získali hlavní role v muzikálu Robin Hood .

## Finalisté

### Muži
- Laco Hudec
- Ladislav Korbel
- Jan Kříž [3]
- Petr Novotný
- Peter Veslár
- Viktor Polášek
- David Weingärtner [4]

### Ženy
- Martina Bártová [5]
- Marie Blahynková
- Michaela Doubravová
- Andrea Gabrišová
- Eliška Ochmanová
- Radka Pavlovčinová
- Jana Tesařová

## Postup soutěže

### Finálový večer č.1
- Jan Kříž – „Music of the Night“ (Fantom opery)
- Petr Novotný – „Bledá“ (Dáma s kaméliemi)
- Laco Hudec – „Tam jen láska může vést“ (Chicago)
- Peter Veslár – „Tam ve hvězdách“ (Bídníci)
- Ladislav Korbel – „Ty jsi ten déšť“ (Johanka z Arku)
- David Weingartner – „Somewhere over the Rainbow“ (Čaroděj ze země Oz)
- Viktor Polášek – „Prázdný stůl a židle prázdné“ (Bídníci)

První finálové kolo proběhlo dne 28. března 2010, v tomto kole zpívali pouze muži a vypadl Peter Veslár.

### Finálový večer č.2
- Jana Tesařová – „Bílí kluci“ (Vlasy)
- Andrea Gabrišová – „Já chci být jen svá“ (Elisabeth)
- Michaela Doubravová – „Buď můj“ (Pomáda)
- Marie Blahynková – „O cikánském pláči“ (Láska je láska)
- Radka Pavlovčinová – „Je snadné nemít rád“ (Vlasy)
- Martina Bártová – „Hello Dolly“ (Hello, Dolly!)

Druhé finálové kolo proběhlo dne 4. dubna 2010, v tomto kole zpívaly pouze ženy a vypadla Marie Blahynková.

### Finálový večer č.3
- Viktor Polášek – „Song krále Heroda“ (Jesus Christ Superstar)
- Ladislav Korbel – „Maniac“ (Flashdance)
- Laco Hudec – „Night Fever“ (Horečka sobotní noci)
- David Weingartner – „I Got Life“ (Vlasy)
- Petr Novotný – „Big Black Man“ (Donaha!)
- Jan Kříž – „Stay Alive“ (Horečka sobotní noci)

Třetí finálové kolo proběhlo dne 11. dubna 2008, v tomto kole zpívali pouze muži a vypadl Ladislav Korbel.

### Finálový večer č.4
- Radka Pavlovčinová – „Holding Out for a Hero“ (Footloose)
- Eliška Ochmanová – „Kabaret“ (Kabaret)
- Jana Tesařová – „Buenos Aires“ (Evita)
- Martina Bártová – „Dancing Queen“ (Mamma Mia!)
- Andrea Gabrišová – „What a Feeling“ (Flashdance)
- Michaela Doubravová – „Mama I am Big Girl Now“ (Hairspray)

Čtvrté finálové kolo proběhlo dne 18. dubna 2008, v tomto kole zpívaly pouze ženy a vypadla Jana Tesařová.

### Finálový večer č.5
- Andrea Gabrišová a Petr Novotný – „The Time of my Life“ (Hříšný tanec)
- Eliška Ochmanová a Viktor Polášek – „Last Night of the World“ (Miss Saigon)
- Michaela Doubrovová a David Weingartner – „Suddenly Seymour“ (Kvítek z horrroru)
- Martina Bártová a Jan Kříž – „Come What May“ (Moulin Rouge!)
- Radka Pavlovčinová a Laco Hudec – „You're the One that I Want“ (Pomáda)

Páté finálové kolo proběhlo dne 25. dubna 2008. V tomto kole již zpívali všichni zbylí finalisté a to v duetech. Vypadli Andrea Gabrišová a Petr Novotný.

### Finálový večer č.6
- Viktor Polášek, Jan Kříž, David Weingartner, Laco Hudec – „Tragedy“ (Horečka sobotní noci)
- Eliška Ochmanová, Martina Bártová, Michaela Doubravová, Radka Pavlovčinová – „Oh My God You Guys“ (Legally Blonde)
- Viktor Polášek, Jan Kříž, David Weingartner, Laco Hudec – „Everything I Do“ (Robin Hood: Král zbojníků)
- Eliška Ochmanová, Martina Bártová, Michaela Doubravová, Radka Pavlovčinová – „Can You Feel the Love Tonight“ (Lví král)

Šesté finálové kolo proběhlo dne 2. května 2008. V tomto kole finalisté zpívali po čtveřicích, tedy v jedné mužské a ženské čtveřici a nevypadl nikdo.

### Finálový večer č.7
- Laco Hudec – „Donna“ (Vlasy)
- Martina Bártová – „When You're Good to Mama“ (Chicago)
- Viktor Polášek – „Soud“ (Kvaska)
- Radka Pavlovčinová – „Surprise“ (A Chorus Line)
- Jan Kříž – „Hot Patootie – Bless My Soul“ (Rocky Horror Picture Show)
- Eliška Ochmanová – „Does Your Mother Know“ (Mamma Mia!)
- David Weingartner – „Náš auťák“ (Pomáda)
- Michaela Doubravová – „Lady Marmelade“ (Moulin Rouge!)

Sedmé finálové kolo proběhlo dne 9. května 2008. V tomto kole již každý z finalistů zpíval sólovou píseň a vypadli Eliška Ochmanová a Viktor Polášek.

### Finálový večer č.8
- Michaela Doubravová a Tomáš Trapl – „Je nebezpečné dotýkat se hvězd“ (Kdyby tisíc klarinetů)
- David Weingartner a Lucia Šoralová – „Agnes a Krysař“ (Krysař)
- Martina Bártová a Roman Vojtek – „O něčem sním“ (Jack Rozparovač)
- Laco Hudec a Dasha – „A Whole New World“ (Aladin)
- Radka Pavlovčinová a Janek Ledecký – „Na vteřin pár“ (Hamlet)
- Jan Kříž a Petra Janů – „All I Ask You“ (Fantom opery)

Osmé finálové kolo proběhlo dne 16. května 2008. V tomto kole každý z finalistů zpíval duet s muzikálovou hvězdou. Vypadli Laco Hudec a Radka Pavlovčinová, ovšem té byla poté nabídnuta vedlejší role Čarodějnice, kterou přijala.

### Finálový večer č.9
- Michaela Doubravová – „Mama I Am a Big Girl Now“ (Hairspray)
- Jan Kříž – „Hot Patootie – Bless My Soul“ (Rocky Horror Picture Show)
- Martina Bártová – „Hello Dolly“ (Hello, Dolly!)
- David Weingartner – „I Got Life“ (Vlasy)
- Michaela Doubravová, Martina Bártová, Jan Kříž, David Weingartner – „Až se zblázním“ (Robin Hood)

Finálové kolo proběhlo 23. května 2010. Role Robina a Mariany získali Jan Kříž a Martina Bártová .